# Трамвай Иль-де-Франса
Трамвай Иль-де-Франса (фр. Tramway d'Île-de-France) — трамвайная система французского региона Иль-де-Франс — города Парижа и его окрестностей. Современная трамвайная система действует с 1992 года в предместьях и с 16 декабря 2006 года в границах города Парижа. По состоянию на 1 июля 2017 года состоит из десяти линий.
Трамвай эксплуатируется транспортной организацией RATP, за исключением линий линий Т4, обслуживаемой SNCF и Трамэкспресса Т11, которую эксплуатирует компания TransKeo.

## История

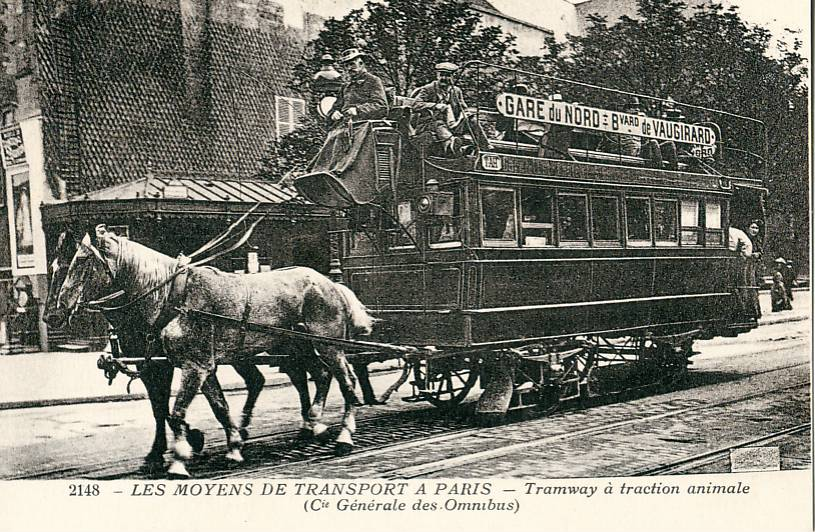
Конка

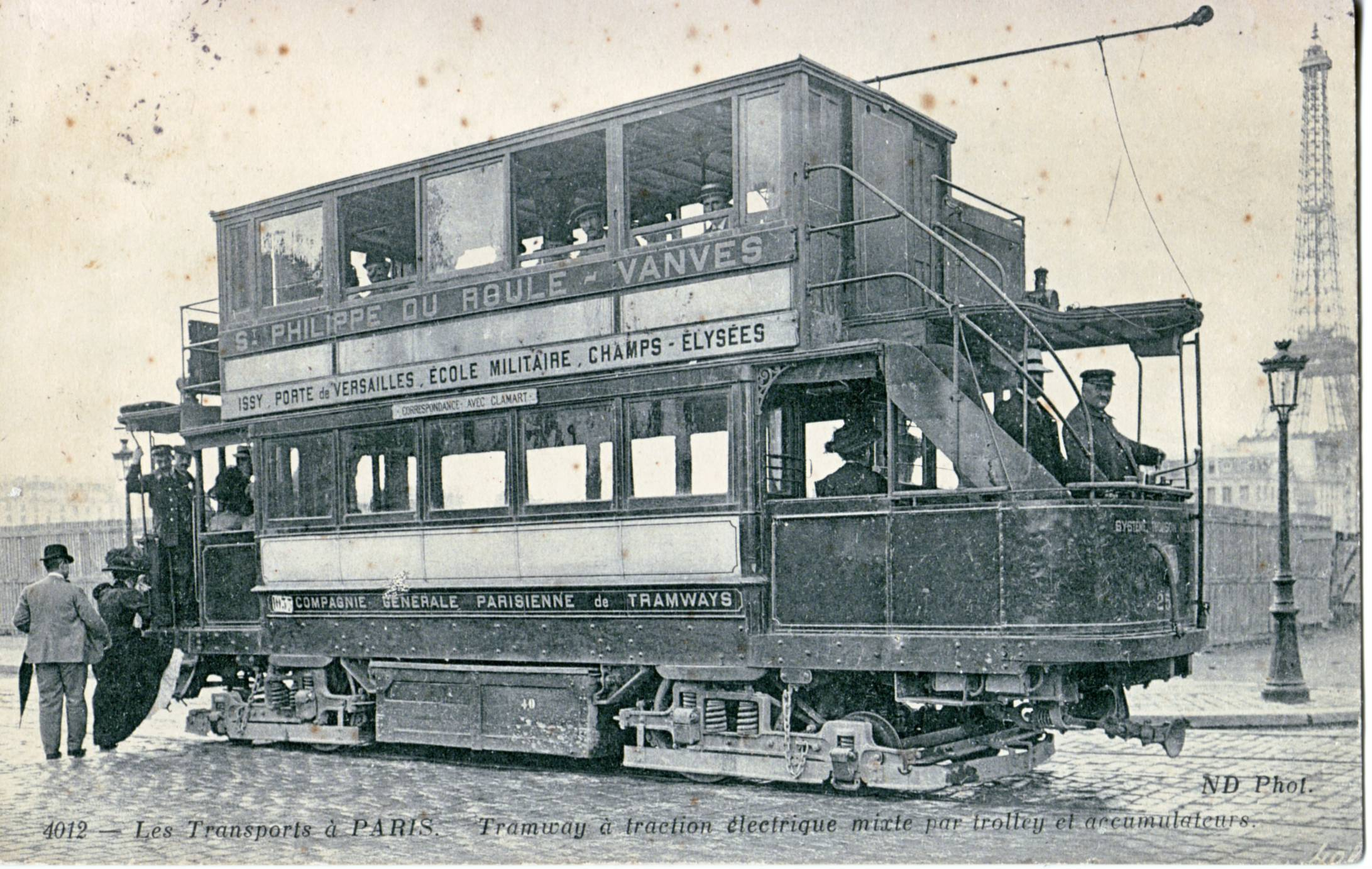
Электрический трамвай

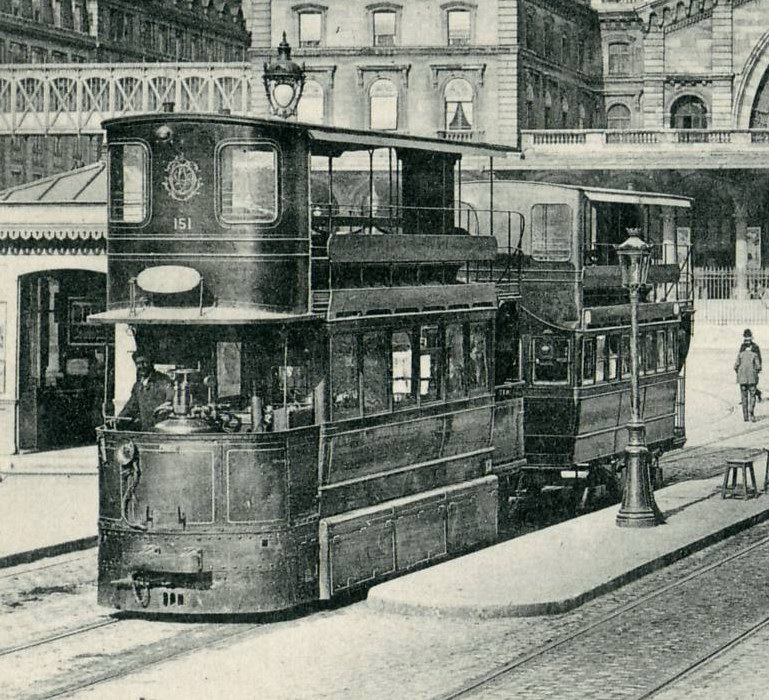
Пневматический трамвай

Первые трамваи появились в Париже ещё в 1855 году, после того, как в 1853 году инженер и предприниматель Альфонс Луба (он же был изобретателем рельсов с жёлобом, без которых развитие трамвая было бы невозможно) подал городскому правительству прошение на строительство трамвая. Париж стал одним из первых европейских городов, в котором появилась конка.
На протяжении истории на парижском трамвае использовались разные виды тяги. Первые трамваи Парижа были конными и паровыми, позднее стали применяться пневматические трамваи. Каждый вагон приводился в движение пневматическим двигателем, а запасённого в специальном баллоне сжатого воздуха хватало для поездки по всему маршруту. На конечной остановке производилась заправка баллонов сжатым воздухом. Пневматические трамваи начали эксплуатировать с 1880-х годов, и их эксплуатация продолжалась до 2 августа 1914 года. Также Париж был одним из немногих европейских городов, где действовал трамвай на канатной тяге. (Tramway funiculaire de belleville).
С 1895 года началась поэтапная электрификация трамвайной сети.
В начале XX века Париж обладал внушительной трамвайной сетью: действовало примерно сто двадцать маршрутов, а общая протяжённость сети достигала тысячи километров.
В 1920-х годах началась постепенная деградация трамвая. Тогда считалось, что трамвай мешает автомобильному движению, и ликвидация трамвая рассматривалась как способ борьбы с пробками. В пределах Парижа трамвай прекратил существование 15 марта 1937 года, в пригородах — 14 августа 1938 года.
В четвёртой четверти XX века стало ясно, что только путём строительства новых дорог и новых линий метро транспортную проблему города не решить. Поэтому в Париже, как и во многих других городах Франции и других стран началось возрождение трамвая.
Первая линия нового трамвая в Иль-де-Франсе — Т1 — начала действовать 6 июля 1992 года. В 1997 году открылась линия Т2. 18 ноября 2006 года — Т4. 16 декабря 2006 года в 14:00 — Т3. К 2017 году общее число линий достигло десяти, ещё четыре находятся в стадии проектирования.

## Линии

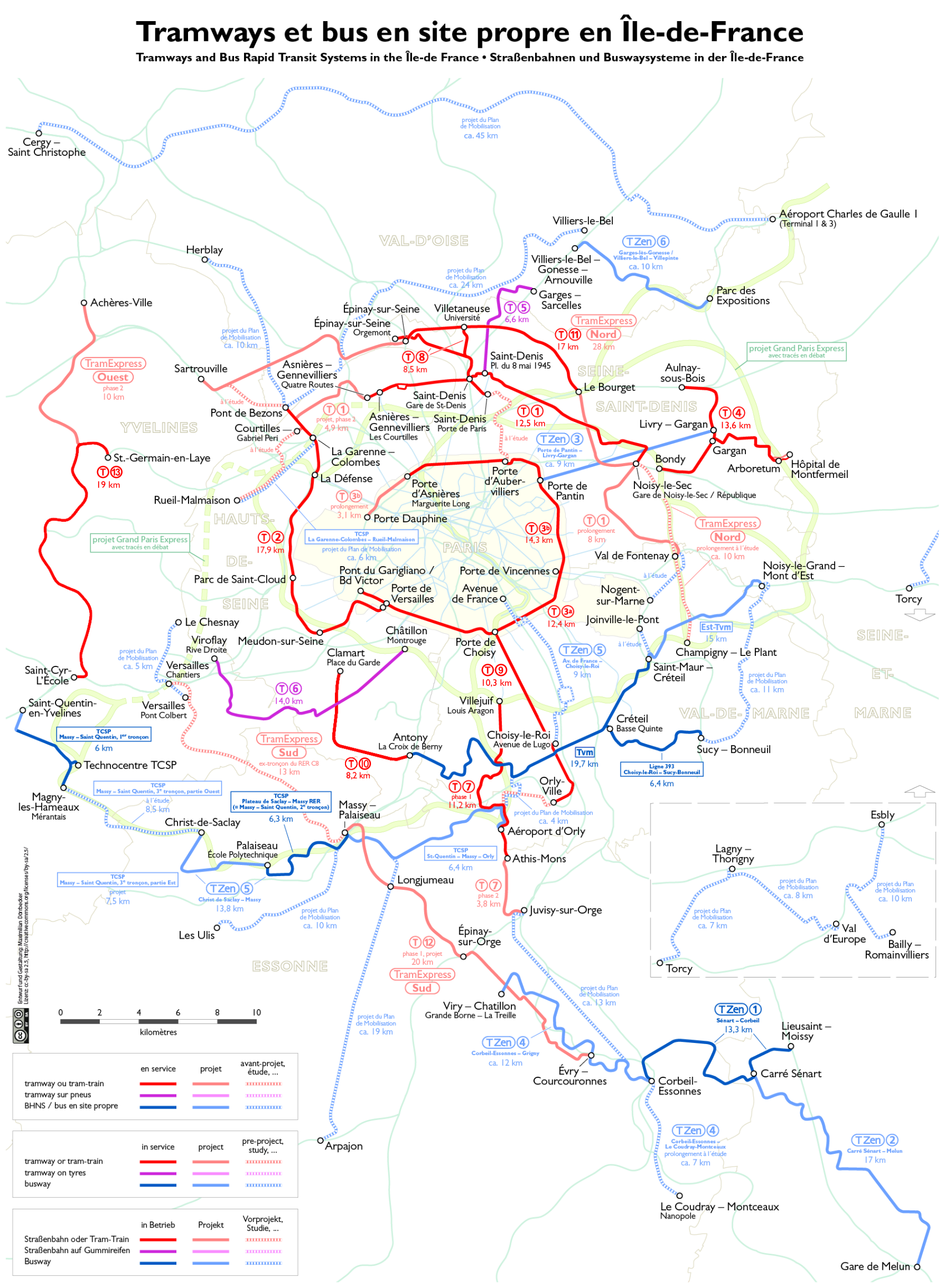

Современная трамвайная система Иль-де-Франса состоит из десяти линий, использующих разные технологии строения пути и слабо связанных между собой. Служебные соединительные ветви проложены между линиями Т1 и Т8 (возле остановки «Гар де Сен-Дени») и между линиями Т3a и Т3b (на конечной «Порт де Венсен»). Ширина колеи на всех линиях со стандартным ходом — 1435 мм, на линиях с шинным ходом применяется один направляющий рельс посередине бетонной дорожки.

### Линия Т1
Это — старейшая линия современного трамвая Иль-де-Франса. Она соединяет парижские пригороды Аньер-сюр-Сен (квартал Ле-Куртий) и Нуази-ле-Сек. Т1 проходит вдоль северной городской границы Парижа. Линия Т1 была открыта 6 июля 1992 года, в 2003 году она была продлена до нынешнего восточного конечного пункта — Нуази-ле-Сек.

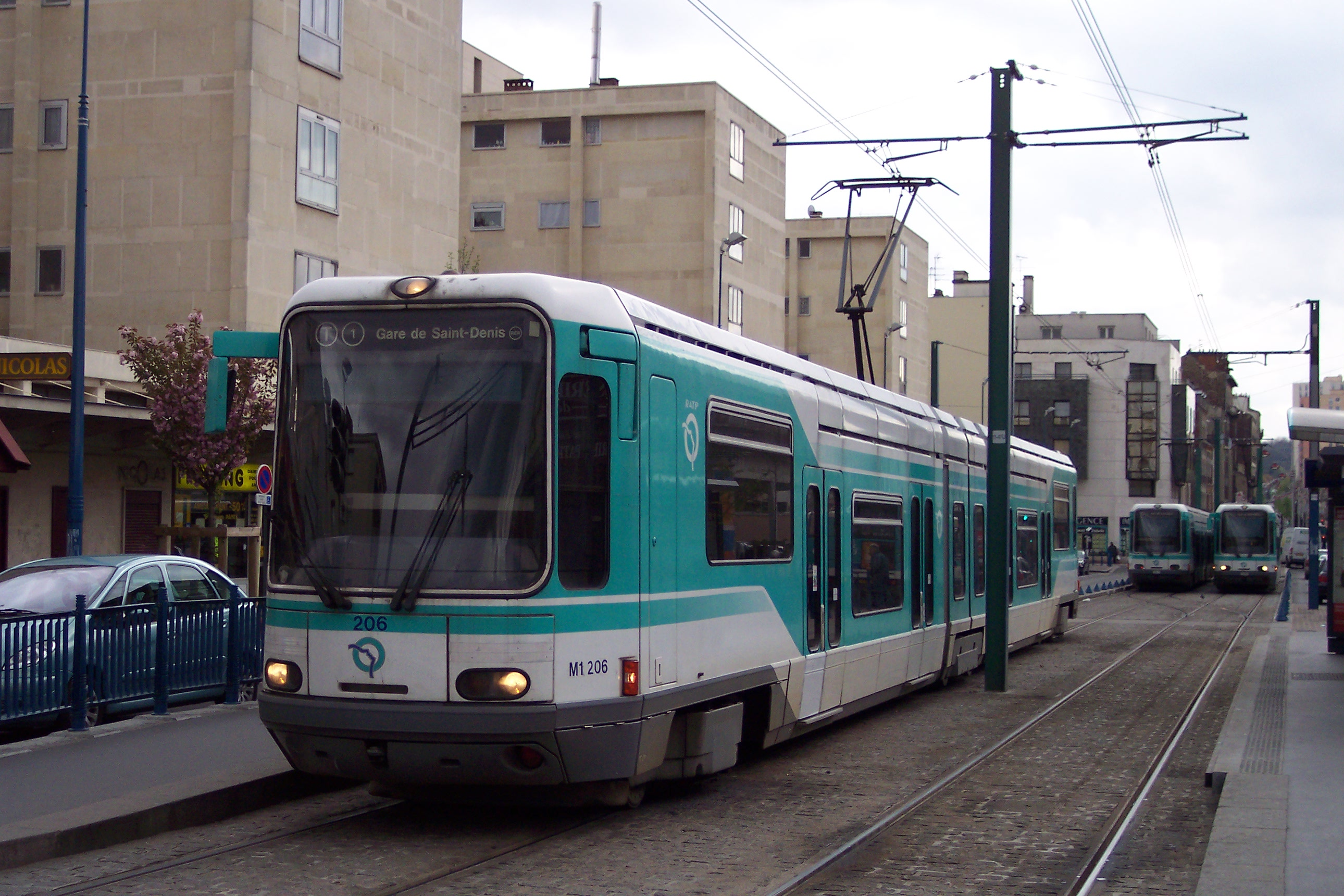
Трамвай на линии Т1

15 ноября 2012 года линия была продлена до станции метро Ле-Куртий на границе коммун Аньер-сюр-Сен и Женвилье.
По состоянию на 2015 год эта линия насчитывала 36 остановок. Протяжённость линии — 17 км. Линия является единственной в Иль-де-Франсе, обслуживаемой совмещённым трамвайно-метродепо ателье де Бобиньи, также обслуживающим линию 5 Парижского метрополитена, каждая из остальных линий имеет своё отдельное ателье.
Проектами развития линии предусмотрено продление в оба направления:
- В западном направлении к марту 2019 года планируется продлить линии на один перегон до остановки «Аньер — Катр Рутс»[3]. В дальнейшем, к 2023 году линия будет продлена вглубь коммуны Коломбез до остановки «Петит-Коломбез»[4][5], при этом в районе парка Пьера Лагравера планируется соединить линии Т1 и Т2 небольшим общим участком с одноимённой трамвайной остановкой. На совсем далёкую перспективу запланировано продление линии в коммуну Рюэй-Мальмезон
- В восточном планируется продлить линию через Монтрёй до станции RER Валь-де-Фонтене, где планируется интегрировать конечную остановку трамвая с двумя линиями RER и будущим пересадочным узлом двух линий метро (1 и 15).

### Линия Т2

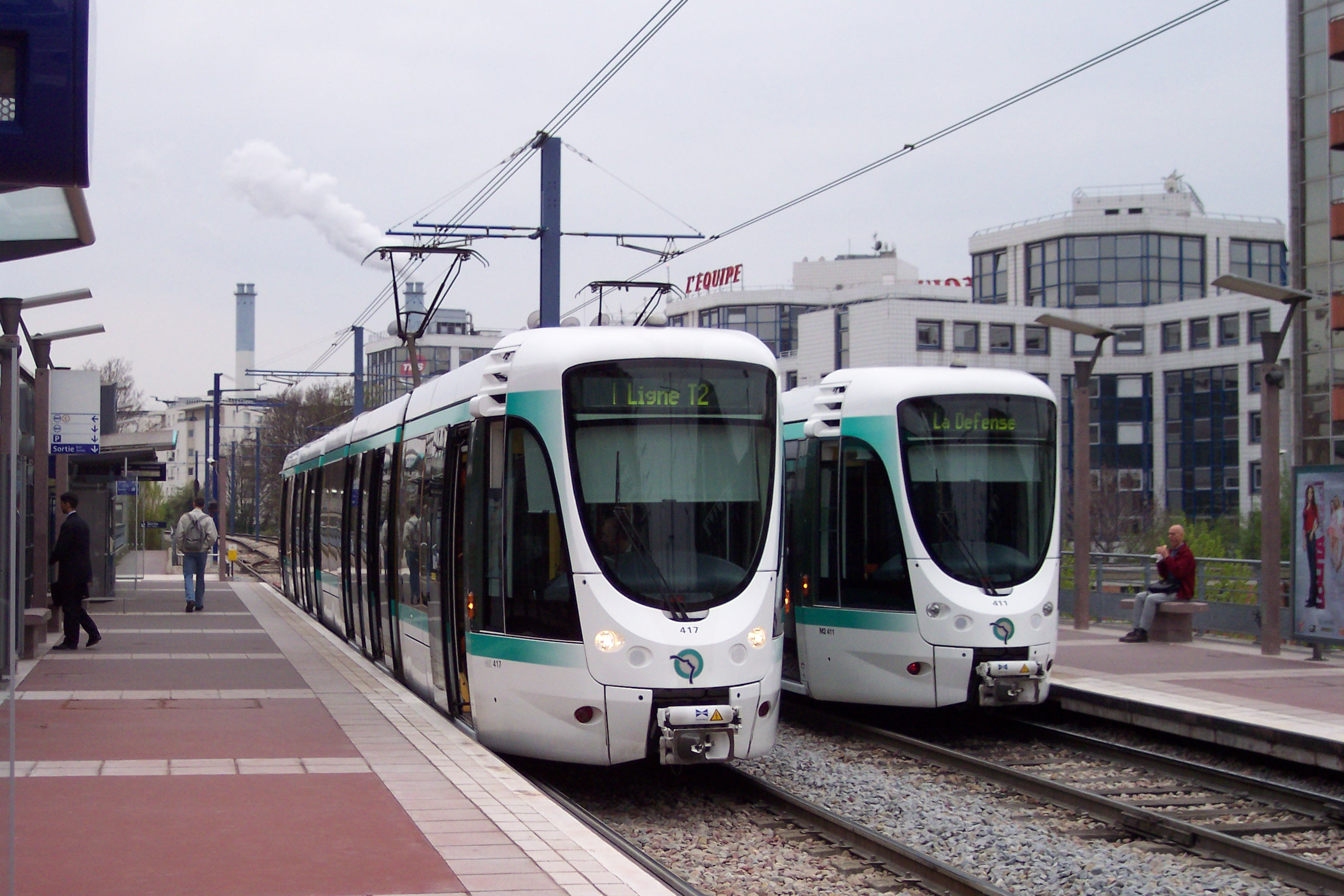
Трамваи на линии Т2

Линия Т2 трамвая Иль-де-Франса была открыта в 1997 году. Она соединяет станцию метро «Порт-де-Версаль» с пригородами Исси-ле-Мулино, Севр, Сюрен, Дефанс и конечной остановкой «Пон-де-Безон». Трасса трамвайной линии пролегает по дуге преимущественно вдоль левого берега Сены, включая в себя реконструированную бывшую (1889—1993) пригородную железнодорожную «Линию Мулино» (фр. Ligne des Moulineaux). Одна из двух трамвайных линий Иль-де-Франса с подземными станциями, построенными по стандарту станций скоростного трамвая («Ля-Дефанс») (вторая линия — Т6 с двумя подземными станциями в Вирофле).
Протяжённость линии Т2 — 17,9 км. Количество остановок — 24.

### Линии Т3а и Т3b

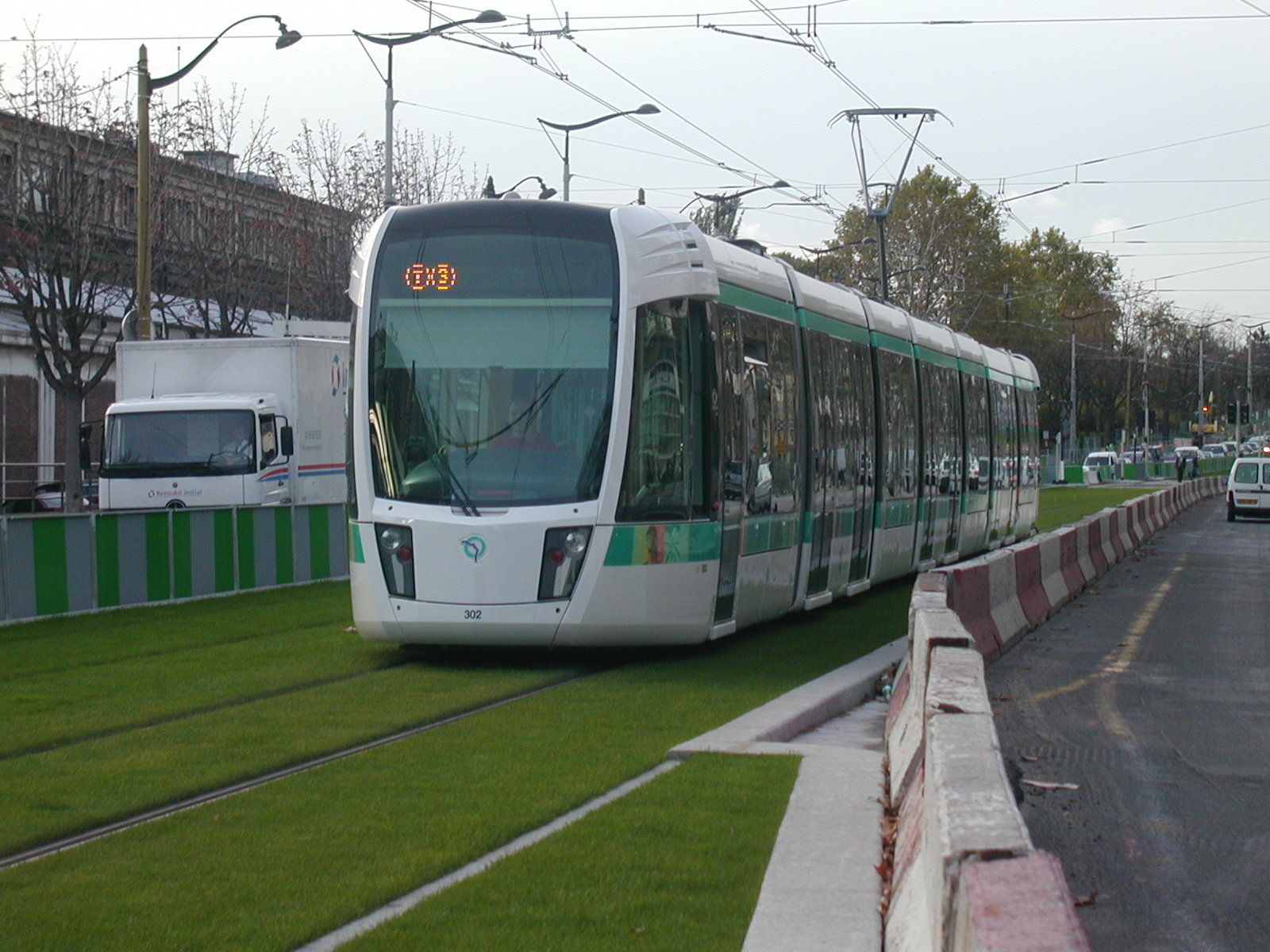
Трамвай на линии Т3

Линия Т3 — первая линия нового трамвая Иль-де-Франса, проходящая не в пригородах, а в черте официальных границ Парижа. Таким образом, с открытием этой линии трамвай вернулся в Париж после почти семидесятилетнего перерыва.
Идея строительства этой линии была выдвинута в 2000 году. 25 февраля — 5 апреля 2003 года проводился анкетный опрос населения. Работы по строительству линии начались в середине 2004 года. В ночь с 7 на 8 сентября 2005 года был доставлен первый трамвай, и осенью началась его обкатка на линии.
Линия Т3 была открыта 16 декабря 2006 года в 14 часов 00 минут. В преддверии открытия линии по всему городу были установлены плакаты с рисунком трамвая и надписью «Il est la!» (вот он!). Первый пусковой участок линии проходит по южной части парижского кольца бульваров, между Пон Гарильяно (станция RER C) и станцией метро «Порт д’Иври».
Стоимость строительства линии составила 311 миллионов евро, финансирование осуществлялось городом Парижем (93,7 миллиона евро — 30 % стоимости), компанией-оператором общественного транспорта RATP (85,73 миллионов евро — 27,5 % стоимости), регионом Иль-де-Франс (81,32 миллиона евро — 26 % стоимости) и Французским государством (50,76 миллионов евро — 16,5 % стоимости).
Первый участок линии имел протяжённость в 7,9 км и насчитывает 17 остановок. Расчётный ежедневный пассажиропоток участка составлял около 100 тысяч человек, что сравнимо с пассажиропотоком на некоторых линиях Парижского метрополитена.
С 15 декабря 2012 года новый 14,5-километровый участок трамвайной линии Т3 с 26 остановками был запущен в эксплуатацию. В результате продлённая линия была разделена на два маршрута, пересадка между которыми осуществляется по разные стороны проспекта Кур де Венсен возле станции метро Порт-де-Венсен.
24 ноября 2018 года открылся второй участок маршрута Т3b от Порт-де-ля-Шапель до Порт-д’Аньер. Также в 2016 году был утверждён проект дальнейшего развития линии в два этапа — участки Порт-д’Аньер — Порт-Дофин и Порт-Дофин — Пон де Гарильяно. На более дальнюю перспективу озвучиваются планы продлить обе линии по обеим сторонам проспекта Кур де Венсен к станции метро «Насьон».

### Линия Т4

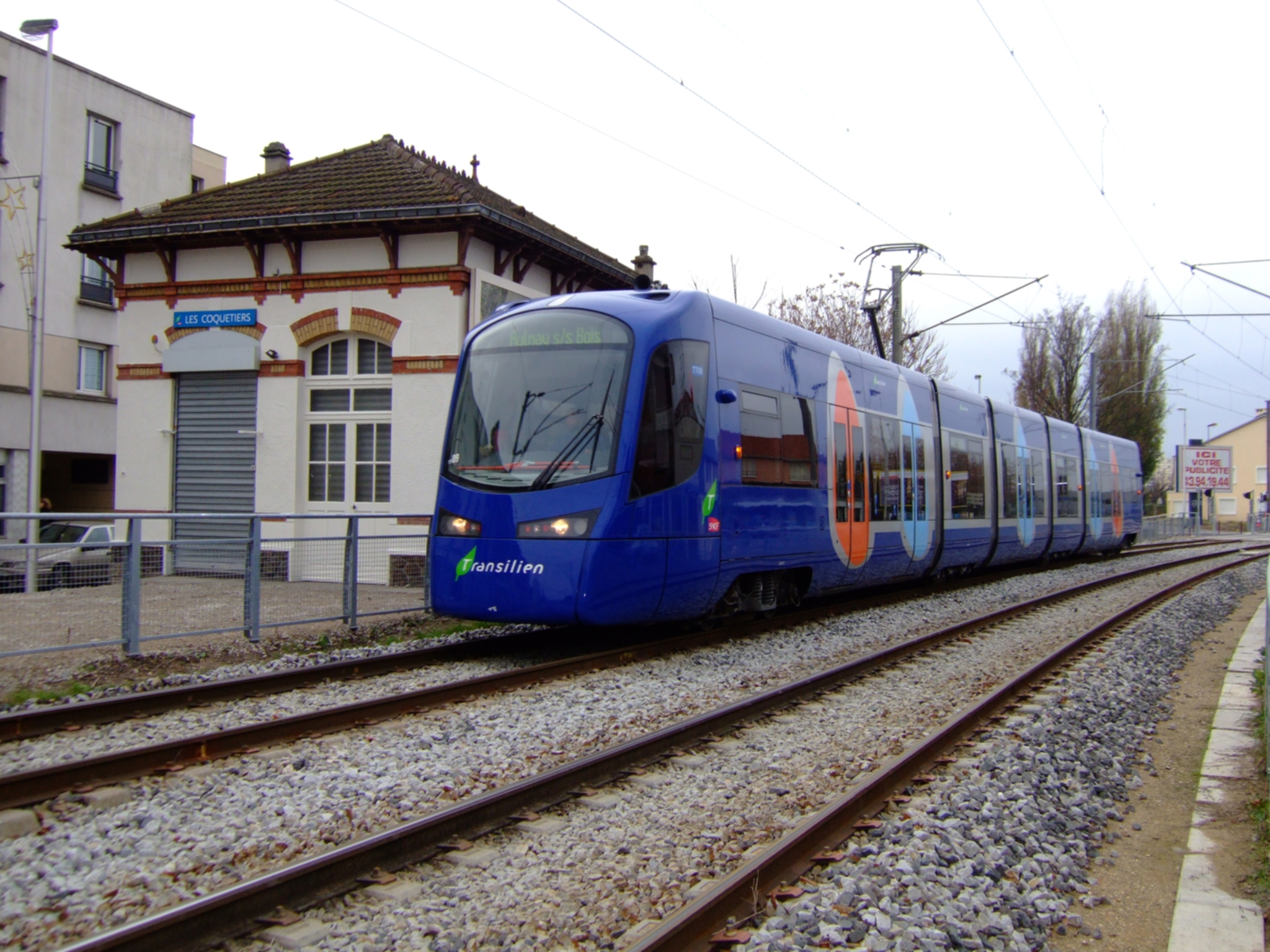
Трамвай на линии Т4

Линия Т4 — первая во Франции линия трамвая, построенная в соответствии с концепцией трамвай-поезд (tram-train). Это значит, что трамвай использует железнодорожные пути, по которым сохраняется движение обычных поездов.
Линия Т4 соединяет Бонди и Оне-су-Буа. Её протяжённость — 7,9 км. Остановок насчитывается 11. К 2022 году планируется открытие ответвления в Монфермейль, и линия Т4 станет второй линией с двумя маршрутами, организованными по принципу вилочного движения.
Линия Т4 была открыта 18 ноября 2006 года. В отличие от многих остальных трамвайных линий линий, она эксплуатируется не транспортной организацией RATP, а французскими железными дорогами (SNCF). 14 декабря 2019 года на линии запущено ответвление в Клиши—Монфермейль.

### Линия T5

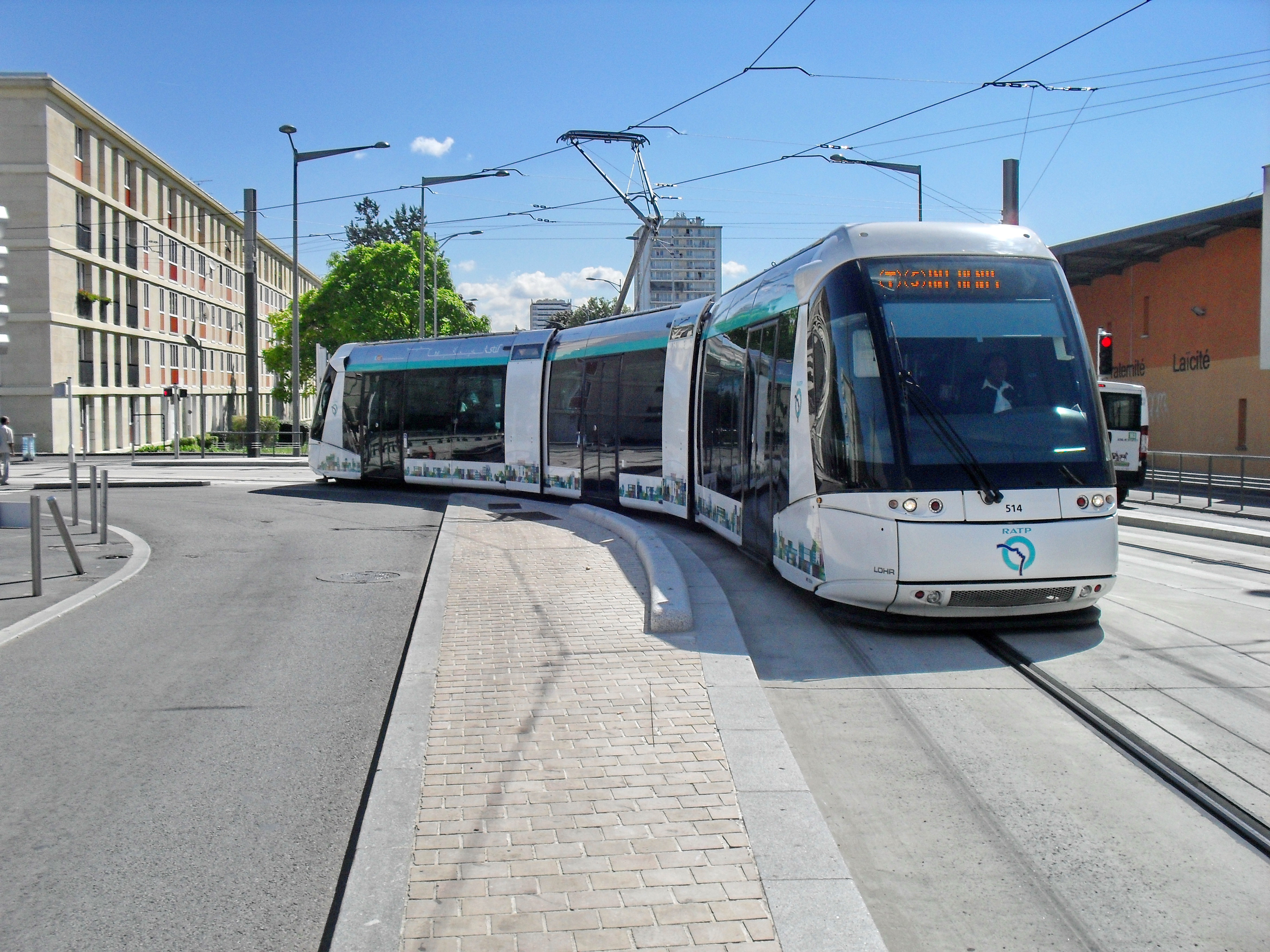
Трамвай на линии Т5

Первая линия шинного трамвая в Иль-де-Франсе. Данная технология является предметом острой критики. Управляет данной линией, как и большинством остальных компания RATP Group, трамвайный путь соединяет рынок Сен-Дени и Гарж — Сарсель. Длина линии 6,6 километра, за 22 минуты трамвай проезжает 16 остановок. Линия запущена 29 июля 2013 года.

### Линия T6

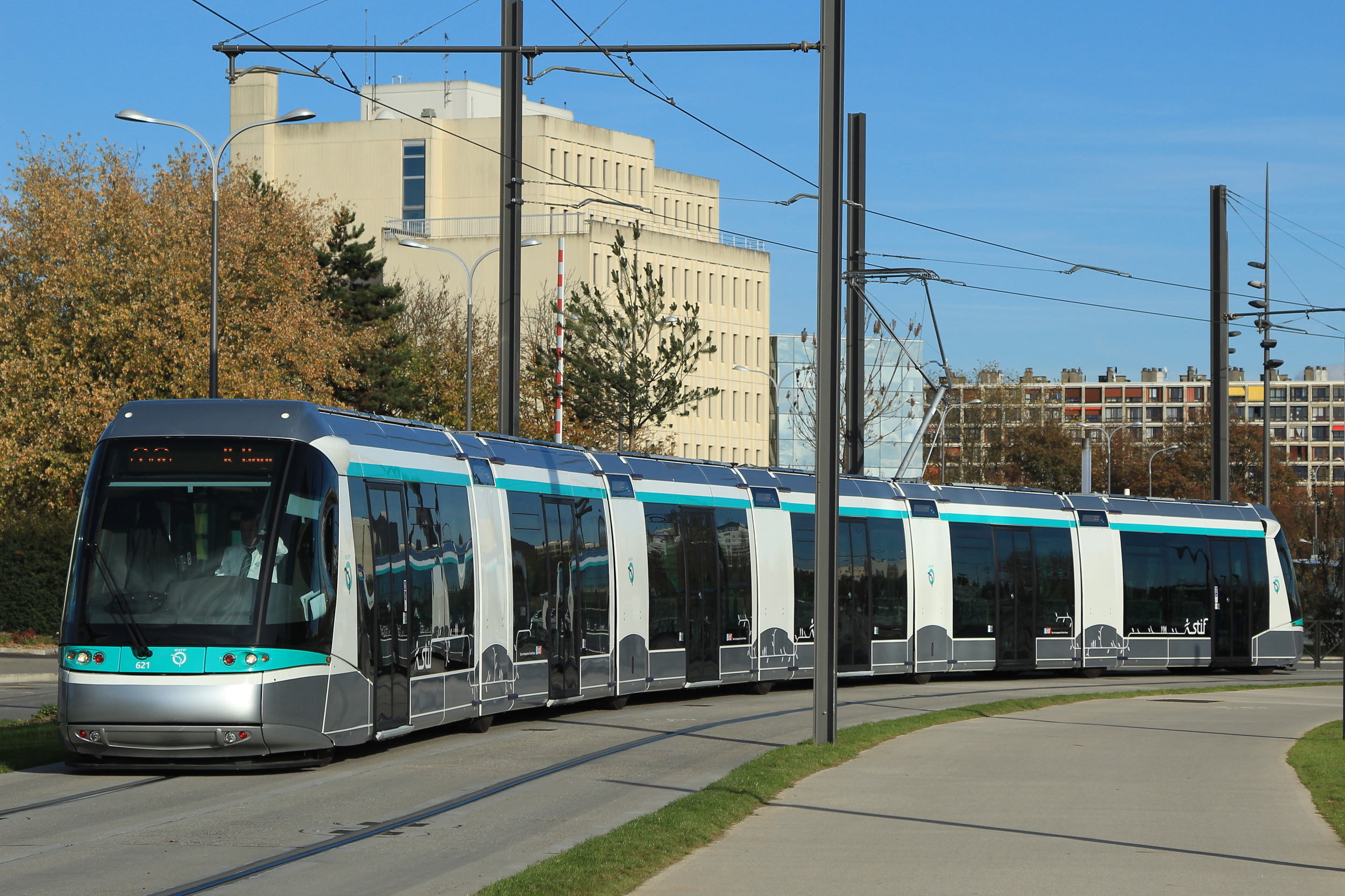
Трамвай на линии Т6

Также используется трамвай на шинах. Длина пути 14 км, на которые приходится 21 станция. Пуск в эксплуатацию произведен в 2014 году. В 2016 году линия продлена на 1,6 км в Вирофле с открытием двух подземных станций, имеющих пересадки на RER и Транзильен.

### Линия T7

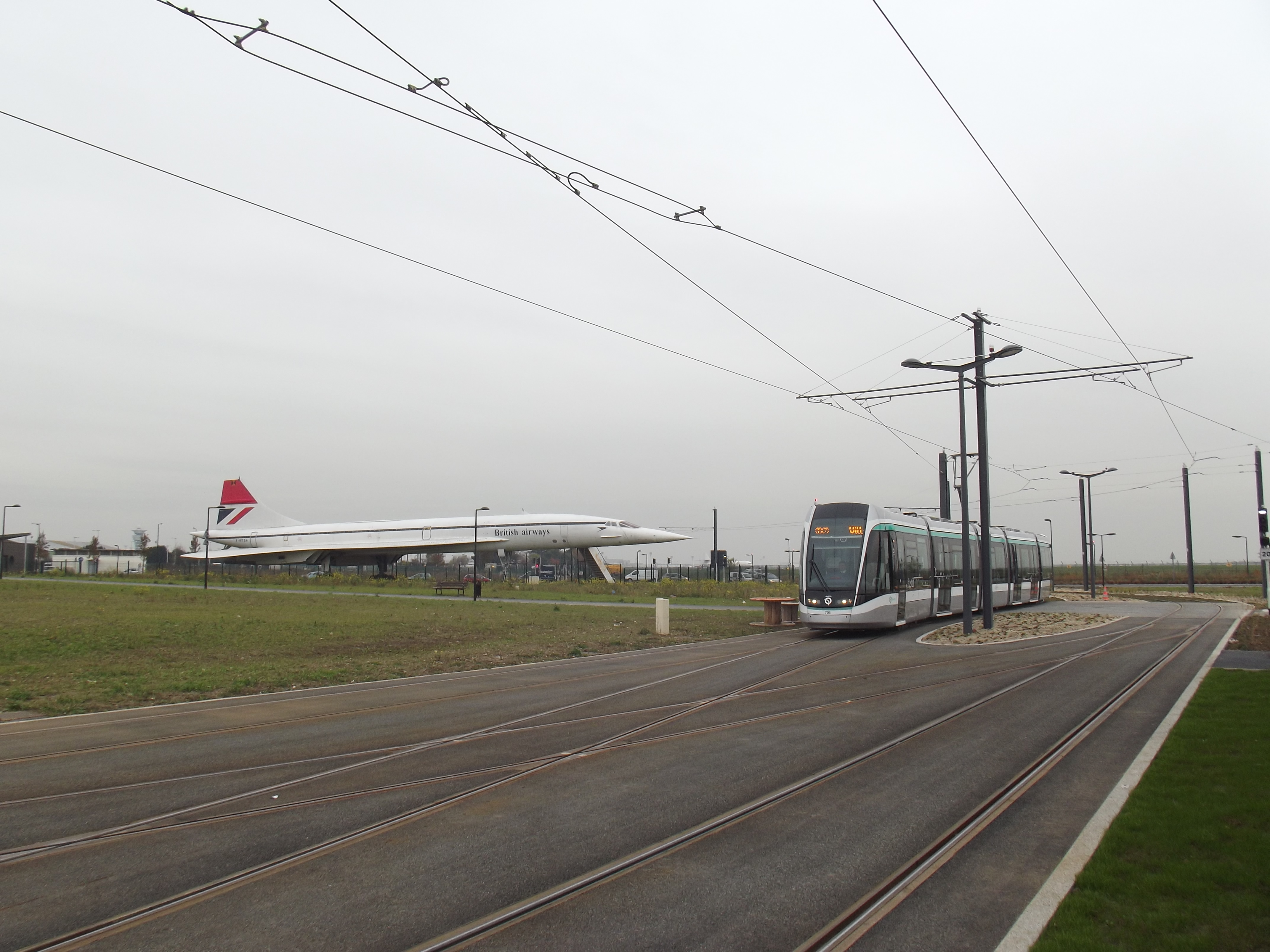
Трамвай на линии Т7

Позволяет добраться из аэропорта Орли в коммуну Вильжюиф к ближайшей к аэропорту станции метро. Длина 11,2 км, однако скорость трамвая невелика, в пути много поворотов, поэтому время в пути составляет около 30 минут. Конечная остановка трамвая находится у входа на станцию метро Вильжюиф — Луи Арагон 7 линии Парижского метрополитена. С понедельника по пятницу трамвай ходит с интервалом 6-10 минут с 5-30 до 0-30. По выходным дням с 6-30 до 0-30 с интервалом 8-15 минут. По этой линии ходит трамвай Alstom Citadis 302.
- К 2021 году планируется продление линии в южном направлении в коммуну Жювиси-сюр-Орж.[16]

### Линия T8

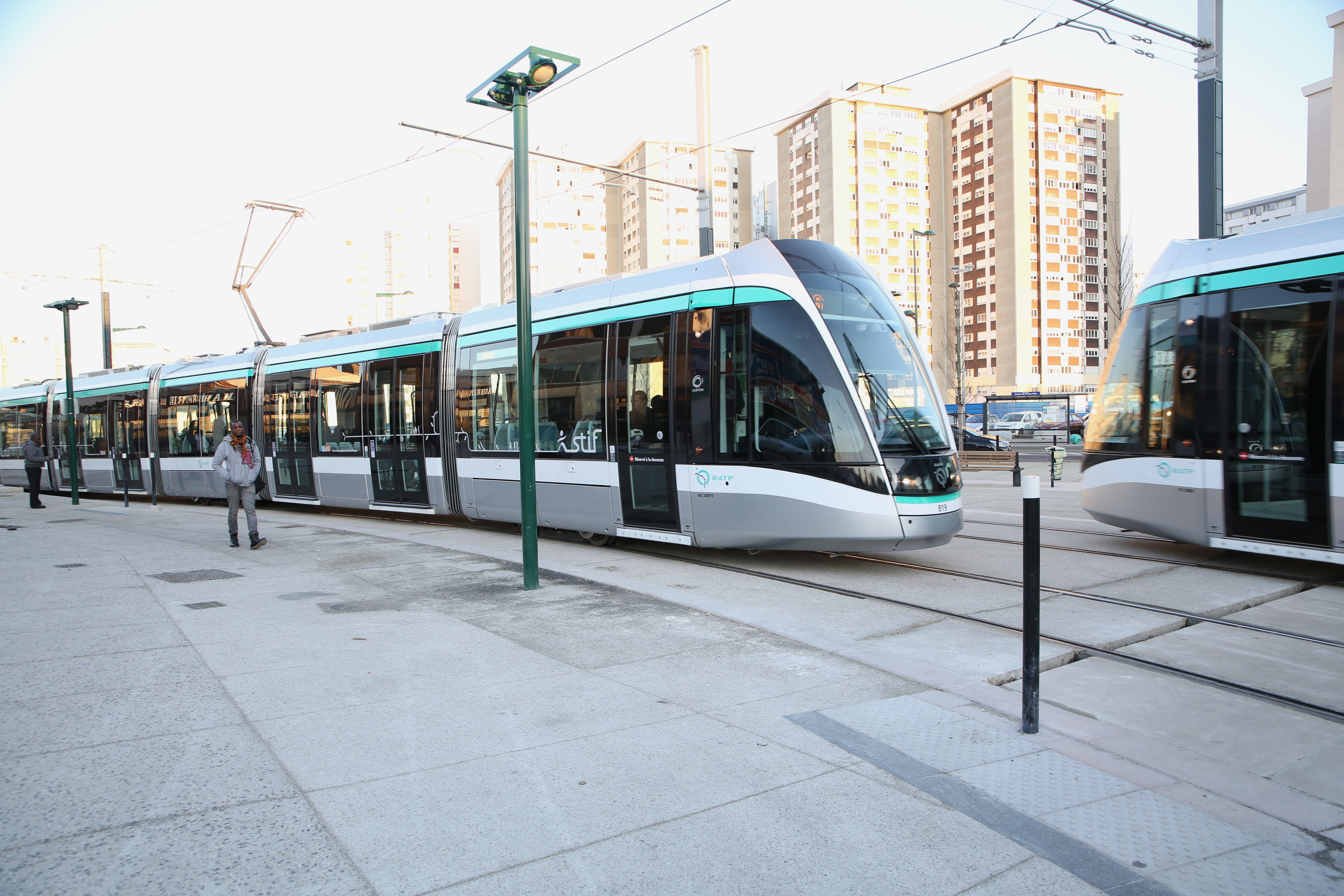
Трамвай на линии Т8

Пуск в эксплуатацию этой линии произведен в 2014 году. Длина пути — 8,4 км. Проект этой линии готовился в 2007 году в качестве одного из элементов подготовки к летним Олимпийским играм в 2012 году, так как Париж не был выбран для игр, то реализация была отложена на несколько лет. На линии осуществляется вилочные движение, всего на пути 17 остановок. К 2020 году планируется продление линии к станции RER E «Роза Паркс».

### Линия Т9
Открыта в апреле 2021 года. Линия соединила Порт-де-Шуази с переходом на линию трамвая № 3a и линию 7 Парижского метро с кварталом Гастон-Вьен на восточной окраине Орли. Эксплуатантом линии стала компания Keolis

### Линия Т11
Первая линия Трамэкспресса и вторая линия трамвая-поезда. Первый участок с шестью станциями открылся 1 июля 2017 года и связал коммуны Эпине-сюр-Сен (с возможностью пересадки на обычный трамвай и линию RER C) и Ле-Бурже (пересадка на RER B). Планируется продление линии в обе стороны от конечных. Как и другие планируемые линии Трамэкспресса, эксплуатантом линии является Transkeo.

## Подвижной состав
На всех линиях трамвая Иль-де-Франса используется разный подвижной состав. Трамваи всех линий — сочленённые, с полностью или частично низким полом.
- На линии Т1 — трамваи типа TFS (Tramway Français Standard). Длина — 29 метров, ширина — 2,3 метра, пассажировместимость — 178 человек.
- На линиях Т2, T7 и T8 — трамваи типа Citadis 302 (классическая модификация на линии Т2 и Citadis restylé на линиях Т7 и Т8).
- На линиях Т3a и T3b — трамваи типа Citadis 402. Длина — 44 метра, ширина — 2,65 метров, пассажировместимость — 300 человек (мест для сидения — 78)
- На линии Т4 — трамваи типа U 25000 (Siemens Avanto S70) . Длина — 36,97 метров, пассажировместимость — 242 человека (мест для сидения — 80).
- На линии T5 — трамваи типа Translohr STE3
- На линии Т6 — трамваи типа Translohr STE6.
- На линии Т11 — трамваи типа U 53600 (Alstom Citadis Dualis)

### История
- Паровые трамваи Парижа (англ.)

### Современность (официально)
- Линии трамвая на официальном сайте RATP (фр.)
- Официальный сайт линии Т2 (фр.)
- Трамвай кольца бульваров (фр.)
- Официальная страница RATP о развитии трамвая и метро в Париже (фр.)

### Новости (открытие линии Т3)
- На сайте Петербуржцы — за общественный транспорт
- После 70-летнего перерыва в Париж возвращаются трамваи Корреспондент.net
- После 70-летнего перерыва в Париж возвращаются трамваи newsru.com
- В Париж возвращаются трамваи. Этот вид транспорта упразднили 70 лет назад, а теперь решили восстановить старые традиции. Эхо Москвы
- Мэр пересадит автомобилистов на трамваи, пущенные по центру Парижа. Утро.ру
- Трамваи возвращаются в Париж после 70-летнего забвения. Полит.ру
- В Париже открыта новая трамвайная линия. РИА Новости
- Фотографии линии Т3 на сайте: «Трамвайная фото-лента»